# Erika Ternes
Erika Ternes (* 16. Oktober 1941 in Hemmersdorf als Erika Göhl; † Anfang 2022) war eine deutsche Politikerin der SPD.
Ternes besuchte von 1947 bis 1955 die katholische Volksschule in Hemmersdorf und absolvierte anschließend bis 1958 eine Ausbildung zur Einzelhandelskauffrau. 1985/86 nahm sie am Frauenstudienprojekt der Universität des Saarlandes teil. Ab Juli 1986 war sie Einsatzleiterin des mobilen sozialen Hilfsdienstes der Arbeiterwohlfahrt in Saarlouis.
1978 trat sie der Gewerkschaft Handel, Banken und Versicherungen bei, im Juli 1987 wechselte sie zur ÖTV. Mitglied der SPD ist Ternes seit März 1979. Innerhalb der Partei engagierte sie sich vor allem in der Arbeitsgemeinschaft sozialdemokratischer Frauen, deren Landesvorstand sie von 1985 bis 1987 angehörte. Daneben war sie Vorstandsmitglied im SPD-Ortsvereins Überm Berg (Dillingen). Im Januar 1990 wurde sie in den Landtag des Saarlandes gewählt, dessen Mitglied sie bis 2004 war.
Ternes war verheiratet und hatte ein Kind. Ehrenamtlich engagierte sie sich in verschiedenen Projekten, unter anderem im Förderverein Frauenhaus Saarlouis, in der Stiftung Demokratie Saarland sowie im Kulturverein Farbklang.